# Balete (Aklan)
Balete ist eine philippinische Stadtgemeinde in der Provinz Aklan. Sie hat 28.920 Einwohner (Zensus 1. August 2015).

## Baranggays
Balete ist politisch unterteilt in zehn Baranggays.
- Aranas
- Arcangel
- Calizo
- Cortes
- Feliciano
- Fulgencio
- Guanko
- Morales
- Oquendo
- Poblacion